# Marisa cornuarietis
Marisa cornuarietis är en snäckart som först beskrevs av Carl von Linné 1758.  Marisa cornuarietis ingår som enda art i släktet Marisa och familjen äppelsnäckor. IUCN kategoriserar arten globalt som livskraftig. Inga underarter finns listade i Catalogue of Life.

## Bildgalleri

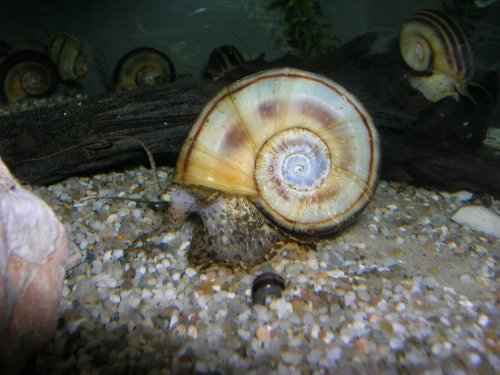
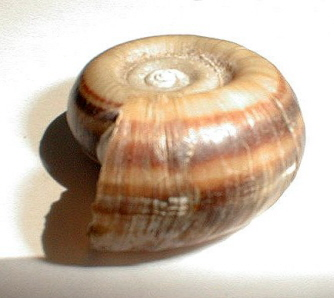
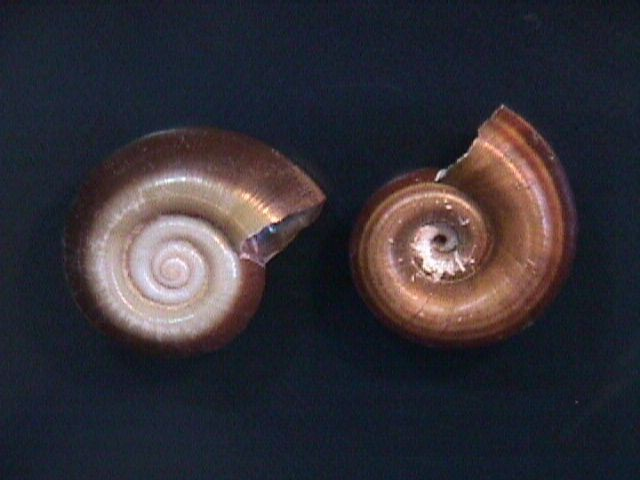
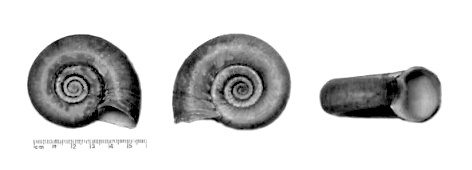
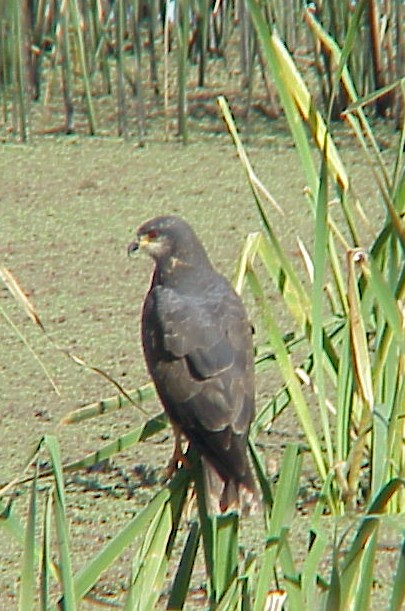
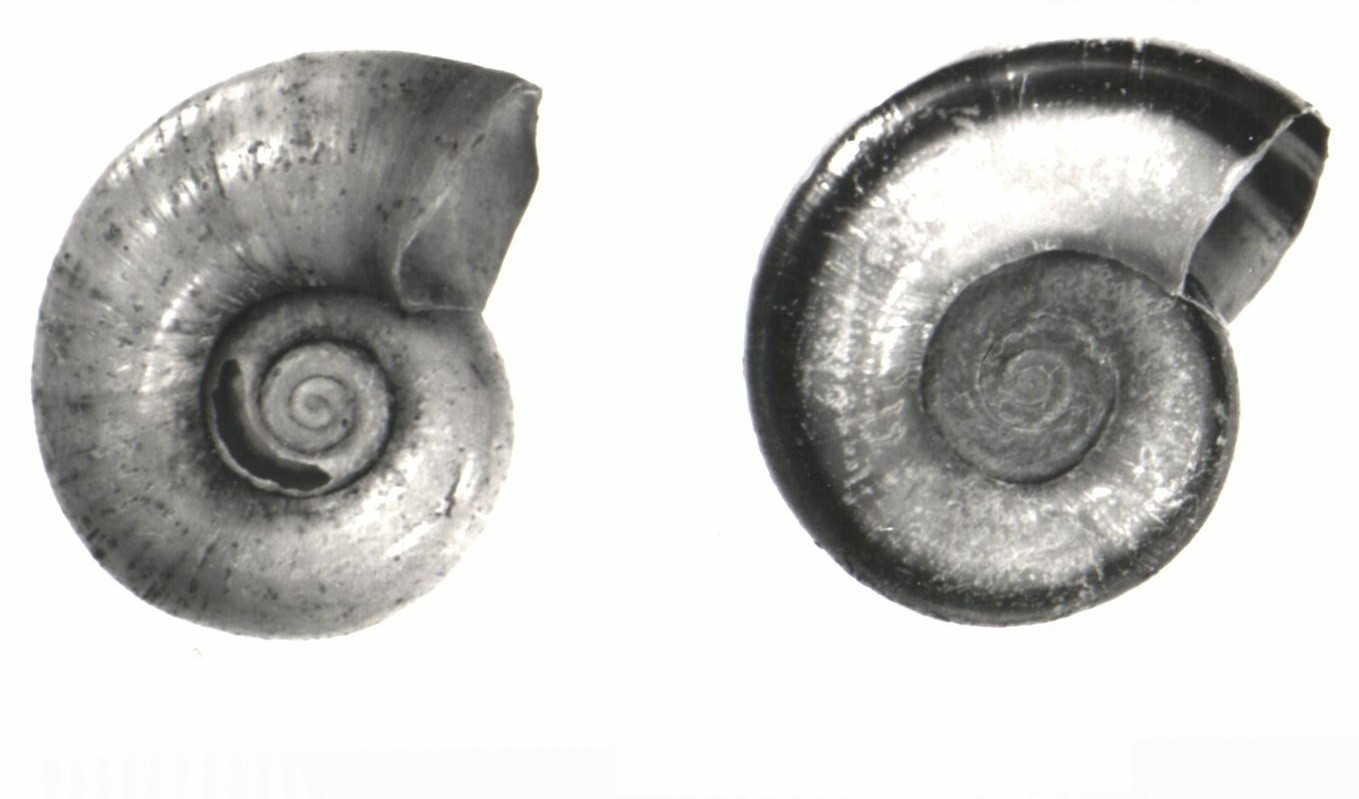